# Хар-Цион, Меир
Меир Хар-Цион (ивр. מאיר הר ציון‎ 8 августа 1934, Герцлия, Британский мандат в Палестине — 14 марта 2014, Израиль) — капитан израильского спецназа, один из наиболее известных офицеров-десантников израильской армии, боец  «Подразделения 101» и 890 батальона.
Личная отвага Хар-Циона принесла ему известность в масштабах всего Израиля. Премьер-министр Давид Бен-Гурион называл его «новым Бар-Кохбой», а генерал Моше Даян — «солдатом номер один».

## Биография
Меир Хар-Цион родился в 1934 году в Герцлии в подмандатной Палестине в семье фермера. Его родители развелись, и отец с сыном поселились в кибуце Эйн-Харод.
Меир увлекался дальними походами. В 1949 году вдвоем с тринадцатилетней сестрой Шошаной он пробрался на территорию Сирии. Их арестовали и посадили в сирийскую тюрьму, где они провели несколько недель. Их освободили в результате обмена на трёх пленных сирийских офицеров.
В 1952 году Меир был призван в израильскую армию, где начал свою службу в бригаде Нахаль. С первых же дней он зарекомендовал себя прекрасным разведчиком. Ариэль Шарон, создававший в это время своё Подразделение 101 — первое спецподразделение в израильской армии — добился перевода сержанта Хар-Циона в эту команду.

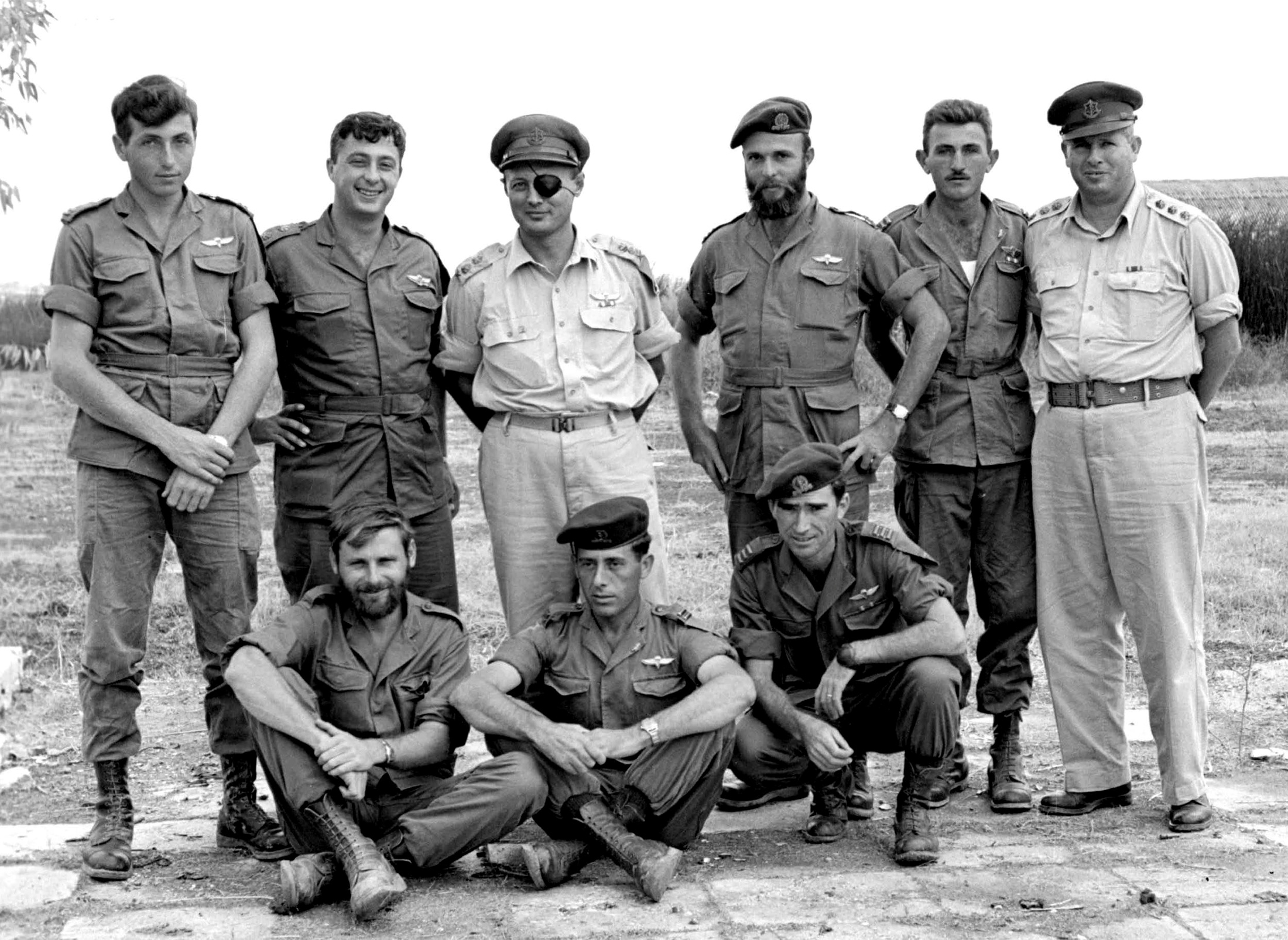
Офицеры 890 батальона в октябре 1955 года.
Стоят слева направо: Меир Хар-Цион, Ариэль Шарон, Моше Даян, Дани Мат, Моше Эфрон, Асаф Симхони. Сидят слева направо: Аарон Давиди, Яаков Яаков, Рафаэль Эйтан

В 1954 году Хар-Цион стал командиром разведывательной роты в батальоне 890. Он занимал должность командира роты, имея звание старшего сержанта. Поскольку ему приходилось отдавать приказы взводным офицерам, ситуация была неординарная. В 1956 году приказом начальника Генерального штаба Моше Даяна Меиру Хар-Циону было присвоено звание капитана. Это был единственный случай в истории израильской армии присвоения офицерского звания без окончания офицерских курсов.
Принимал участие во множестве боевых операций, включая операцию в Кибии и операцию Кинерет. Владимир Фромер пересказывал легендарную историю про то, как в один из рейдов Хар-Цион с группой вошёл в ночной бар на вражеской территории в Хевроне и угостил своих солдат, рассчитавшись израильскими деньгами, а потом с боем вернулся без потерь на базу.
Во время операции в Иордании 11-12 сентября 1957 года Меир был тяжело ранен. Пуля вошла в горло и застряла в затылке. Военный врач спас ему жизнь, сделав трахеотомию прямо во время боя.
Последствия ранения вынудили его оставить военную службу. Однако в период Шестидневной войны он по собственной инициативе присоединился к десантникам, которые атаковали иорданскую армию в Восточном Иерусалиме.
После выхода в отставку он женился на медсестре, которая ухаживала за ним в больнице, и стал фермером. Государство в знак признания его заслуг выделило ему 6500 дунамов земли. До своей смерти Меир Хар-Цион жил на ферме Ахуззат-Шошанна, названной в честь погибшей сестры. В 1969 году он написал автобиографическую книгу. Предисловие к книге составил Ариэль Шарон.
В 1974 году участвовал в поддержке поселенческого движения, встав во главе колонны, которая шла в обход армейских блок-постов в направлении крепости Ум-Цафа в Биньямине. В интервью газете Едиот Ахронот он заявил, что так начинали первые сионисты-поселенцы: сначала занимали участок, а потом получали разрешение на него.
Хар-Цион умер 14 марта 2014 года в возрасте 79 лет. 16 марта на церемонии похорон премьер-министр Биньямин Нетанияху отметил, что Хар-Цион помог ему во время его военной службы, и сказал, что Меир был «первооткрывателем основных принципов проведения операций ЦАХАЛа и примером для подражания для многих поколений солдат, которые пришли после него».

## Оценки
Хар-Цион считался одним из лучших командиров, которые когда-либо служили в израильской армии. Он был абсолютно бесстрашен и всегда добивался успеха в самых сложных заданиях.  Владимир Фромер в книге «Реальность мифов» пишет, что тактика боя, принятая в 101 отряде, была разработана именно Хар-Ционом: командир идёт впереди; удар наносится там, где его не ждут; раненых и убитых не оставлять, но помощь оказывать после боя; нет невыполнимых заданий. Эти принципы стали классическими в израильской армии.
Хар-Циона критиковали за жестокость — в частности, за убийства пленных. В январе 1954 года сестра Хар-Циона Шошана и её друг Одед Вейгмейстер были убиты террористами. Меир самолично организовал операцию возмездия, и с тремя бойцами из кибуца Эйн-Харод ворвался в расположение бедуинского племени, к которому относились убийцы. Из пятерых захваченных он убил четверых, а пятого отпустил к племени рассказать, как Хар-Цион мстит за сестру. Операция вызвала международный скандал. Бен-Гурион требовал отдать Хар-Циона под суд, но Моше Даян сказал, что этот суд деморализует армию, и даже пригрозил отставкой. Дело было замято.

## Поход в Петру
В 1953 году Хар-Цион со своей подругой Рахелью Савораи пробрался на территорию Иордании в Петру — бывшую столицу набатейского царства, к так называемой «Красной скале», и вернулся в Израиль. Общее расстояние похода по горам и пустыне составило 45 километров.
Пример Хар-Циона вызвал повальную моду среди израильских солдат на смертельно опасные походы к Красной скале. 12 евреев погибли в Иордании в попытках повторить поход Хар-Циона.
В 1955 году поэт Хаим Хефер и композитор Йоханан Зарай написали песню «Ха-села ха-адом» — «Красная скала», посвящённую походу Хар-Циона. Её спел Арик Лави. В связи с неоднократной гибелью молодых искателей приключений, походы в Петру были запрещены специальным законом, а радиостанциям запретили транслировать песню.

## Награды
- Медаль «За отвагу» (февраль 1956) — вторая по значимости военная награда Израиля[17].